# Kroatiens administrativa indelning
Kroatiens administrativa indelning för regionalt beslutsfattande är baserad på 21 län (županije) inklusive staden Zagreb, 128 städer (gradovi) och 428 kommuner (općine). Zagreb stad (Grad Zagreb) uppbär samma status som ett län och brukar i statistiska sammanställningar listas som ett län. Landets städer och kommuner delas vidare in i en eller flera bosättningar/samhällen (naselja).
Den nuvarande administrativa indelningen av landet härrör från 1992 och är baserad på antagandet av Kroatiens nya författning 1990. Den senaste förändringen i landets administrativa indelning tillkom 2013 då orten Popovačas status ändrades från "kommun" till "stad".

## Kroatiens län
Idag finns det 21 län (inklusive staden Zagreb) i Kroatien. Dessa är:
- Bjelovar-Bilogoras län
- Brod-Posavinas län
- Dubrovnik-Neretvas län
- Karlovacs län
- Koprivnica-Križevcis län
- Istriens län
- Lika-Senjs län
- Međimurjes län
- Osijek-Baranjas län
- Požega-Slavoniens län
- Primorje-Gorski kotars län
- Šibenik-Knins län
- Sisak-Moslavinas län
- Split-Dalmatiens län
- Varaždins län
- Virovitica-Podravinas län
- Vukovar-Srijems län
- Zadars län
- Zagrebs län
- Zagreb stad

## Kroatiens städer

Karta som visar Kroatiens städer och kommuner.

Sedan 2013 då den tidigare kommunen Popovača fick stadsstatus har Kroatien 128 städer. Städerna är indelade i bosättningar/samhällen. För att uppbära stadsstatus måste en ort ha minst 10 000 invånare, alternativt vara länshuvudstad. Om en ort inte uppfyller dessa krav kan den i vissa enskilda fall ändå uppbära stadsstatus om det föreligger speciella historiska, geografiska, ekonomiska eller transportmässiga skäl för det. Städernas administrativa gränser bestäms utifrån tätortens mest periferiera bosättning/samhälle.    

## Kroatiens kommuner
Kroatien har 428 kommuner. I Kroatien är en kommun en enhet för lokalt självstyre bestående av flera i regel mindre bosättningar/samhällen som anses höra samman och vara en naturlig, ekonomisk och social enhet. Kommunernas sammansättning utgår ifrån invånarnas gemensamma intressen.